# ۵۱۸ (خورشیدی)
۵۱۸ پانصد و هجدهمین سال هجری خورشیدی است.